# Mordellistena vapida
Mordellistena vapida es una especie de coleóptero de la familia Mordellidae. Mide 2.5 mm asta el extremo de los élitros y 3.25 mm asta el ápice anal. Los adultos son activos de mayo a agosto.

## Distribución geográfica
Habita en Estados Unidos.